# Mr. Morale & the Big Steppers
A Mr. Morale & the Big Steppers Kendrick Lamar amerikai rapper ötödik stúdióalbuma, amely 2022. május 13-án jelent meg a PGLang, a Top Dawg, az Aftermath Entertainment és az Interscope Records kiadókon keresztül. Ez az első lemeze a Damn stúdióalbumának 2017-es megjelenése óta. Ez lesz az előadó utolsó albuma a Top Dawg Entertainment kiadóval.
Az albumon újra együtt dolgozott Sounwave, J.LBS, DJ Dahi és Bekon producerekkel, és közreműködött rajta Kodak Black, Ghostface Killah, Baby Keem és Summer Walker. Lamar OKLAMA néven volt producer az albumon.
Az albumon több különböző témáról beszél, főként kiemelve és kritizálva az amerikai fekete emberek hozzáállását több különböző témához. A korábbi albumaihoz hasonlóan sok a lemezen a társadalomkritika, amelyeknek több helyen központjában van az eltörléskultúra és a szólásszabadság. Az apaság és a család van a Mr. Morale & the Big Steppers központjában.

## Háttér
2021. augusztus 20-án egy posztban Lamar bejelentette, hogy elkezdett dolgozni egy albumon, amely az utolsója lesz a Top Dawg Entertainment kiadónál:
Napjaim nagy részét múlandó gondolatokkal töltöm. Írok. Hallgatok. És régi Beach Cruisereket gyűjtök. A reggeli biciklizések a némaság hegyén tartanak. Hónapokat töltök a telefonom nélkül. Szeretet, veszteség és gyász mind megzavarták komfort zónámat, de Isten sugarai a zenémen és családomon keresztül beszélnek. Miközben a világ körülöttem fejlődik, visszatekintek arra, ami a legfontosabb. Az élet, amelyben szavaim legközelebb megérkeznek. Ahogy készítem utolsó TDE-albumomat, boldogságot érzek, hogy 17 évig egy ilyen kulturális kiadó része lehettem. A Szenvedések. A Siker. De legfontosabban, a Testvériség. Továbbra is használja a Mindenható a Top Dawgot, mint az őszinte alkotók hajója. Ahogy üldözöm az életem értelmét. Gyönyör van a teljességben. És mindig bízz az ismeretlenben. Köszönöm, hogy gondoltatok rám. Imádkoztam értetek. Hamarosan találkozunk.
2022. április 18-án Lamar bejelentette egy PGLang-feliratos levélben, hogy 2022. május 13-án fogja megjelentetni a Mr. Morale & the Big Steppers-t. A weboldalon megjelent ezek mellett egy új oldal, The Heart néven, 399 üres mappával, amely a The Heart dalsorozat folytatásának, a The Heart Part 5-nak megjelenésére utalt.
2022. május 3-án a rapper posztolt egy képet, amelyen az album maszter felvételei voltak láthatók.
2022. május 8-án megjelent a The Heart Part 5 streaming formátumban, egy videóklippel együtt.

## Zene és dalszöveg
A Mr. Morale & the Big Steppers egy duplaalbum, amelyen 18 dal szerepel, amik két részre vannak osztva, mindkettő kilenc dallal. Az első lemez, a Big Steppers narrátora Lamar felesége, Whitney Alford. A második lemezt, a Mr. Morale-t pedig Eckhart Tolle spirituális tanító narrálja. Zeneileg tekintve egy alternatív hiphop, öntudatos hiphop és dzsessz-rap album, amely tartalmaz soul, funk, blues, progresszív rock, pszichedelikus és nyugati-parti hiphop-elemeket is. A tartalma egy pártatlan nézőpontot ad és olyan társadalmi témákról beszél, mint a közösségi média, eltörléskultúra, szólásszabadság, a mainstream média, kapitalizmus, szexualitás, nem, az identitás koncepciója, kereszténység, apaság és szerelem.
Az album zenéjének nagy részét Sounwave, J.LBS, DJ Dahi és Bekon producerek készítették. Ezek mellett dolgozott még rajta többek között Boi-1da, Baby Keem, Jahann Sweet, The Donuts, Tae Beast, The Alchemist és Pharrell Williams. Sam Dew volt Lamar fő segítője az album megírásában, míg Thundercat, Tommy Paxton-Beesley és Homer Steinweiss is hozzájárultak.
Mindössze két előadó volt ténylegesen megjelölve közreműködő előadóként: Sampha és Beth Gibbons (Portishead). De ezek mellett szerepel még rajta Kodak Black, Ghostface Killah, Baby Keem és Tanna Leone rapperek, Taylour Paige színész/rapper és Summer Walker, Blxst, Sam Dew és Amanda Reifer (Cover Drive) énekesek.

### Dalok
Az album második száma, a N95 az úgynevezett woke ideológia, az álszenteskedés és a és az eltörléskultúra komikus megalázása. A nyolcadik dal, a We Cry Together feldolgozza a Florence + the Machine June című munkáját, míg dalszövegileg egy veszekedést mutat be Lamar és Taylour Paige színész között. Az Auntie Diaries egy történetet mesél el Lamar transznemű unokatestvéréről és nagybátyjáról és kritizálja a társadalom negatív véleményeit az LMBT-közösségről. A dalban Lamar felfedezi és elismeri, hogy azok a szavak, amiket gyerekként használt másokat bánthattak és a dal végére eljut odáig, hogy kiáll a transznemű közösség mellett, az „emberiséget választva a vallás helyett.”

## Kritika
A Mr. Morale & the Big Steppers-t általánosan méltatták. A Metacritic weboldalon, amely 100 pontból ad egy értékelést albumoknak szakértői kritikák alapján, a lemez 100 pontot kapott, 7 vélemény alapján. A hasonlóan működő AnyDecentMusic? portálon pedig 9.6/10-es értékelése van.
Ben Bryant (The Independent) az albumot a „generáció költőjének gondozott ópusza”-nak nevezte és azt írta, hogy „A rapper első albuma öt év után egy kísértő és megelő meditáció az apaságról és családról.” Alexis Petridis (The Guardian) méltatta a témákat, a dalszövegírást és az album stílusát.

## Turné
2022. május 13-án, az album megjelenése után Lamar bejelentett egy 65-koncertes turnét, a The Big Steppers Tour-t, amelyen az Egyesült Államokban, Kanadában, Európában és Óceániában fog fellépni. A vendégelőadók között lesz Baby Keem és Tanna Leone.

## Számlista
| Big Steppers | Big Steppers                                             | Big Steppers | Big Steppers                                                          | Big Steppers | Big Steppers | Big Steppers | Big Steppers | Big Steppers | Big Steppers |
|              | Cím                                                      | Szerző(k) | Producer(ek)                                                          | Hossz        |              |              |              |              |              |
| ------------ | -------------------------------------------------------- | --- | --------------------------------------------------------------------- | ------------ | ------------ | ------------ | ------------ | ------------ | ------------ |
| 1.           | United in Grief                                          | Kendrick Duckworth Sam Dew Mark Spears Jason Pounds Duval Timothy Matt Schaeffer Johnny Kosich Jake Kosich Timothy Maxey                                 | OKLAMA Sounwave J.LBS Duval Timothy Beach Noise [ a ] Tim Maxey [ a ] | 4:15         |              |              |              |              |              |
| 2.           | N95                                                      | Duckworth Dew Matthew Samuels Spears Jahaan Sweet Hykeem Carter                                                                                          | Boi-1da Sounwave Sweet Baby Keem [ a ]                                | 3:15         |              |              |              |              |              |
| 3.           | Worldwide Steppers                                       | Duckworth Dew Spears Donte Perkins Pounds Vincent Crane Pat Darnell                                                                                      | Sounwave Tae Beast J.LBS [ a ]                                        | 3:23         |              |              |              |              |              |
| 4.           | Die Hard (Blxst-tel és Amanda Reiferrel)                 | Duckworth Matthew Burdette Amanda Reifer Dew Stephen Bruner Victor Ekpo Spears Dacoury Natche Carter Pounds Michael Mulé Isaac De Boni M. Smith R. Smith | Sounwave DJ Dahi Baby Keem J.LBS FnZ [ b ]                            | 3:59         |              |              |              |              |              |
| 5.           | Father Time (Sampha közreműködésével)                    | Duckworth Sampha Sisay Spears Natche Schaeffer Jo. Kosich Ja. Kosich Daniel Tannenbaum Timothy Ekpo K. Jones                                             | Sounwave DJ Dahi Beach Noise Bekon Timothy Grandmaster Vic            | 3:42         |              |              |              |              |              |
| 6.           | Rich (Interlude)                                         | Bill Kapri Dew Timothy | Timothy                                                               | 1:43         |              |              |              |              |              |
| 7.           | Rich Spirit                                              | Duckworth Dew Spears Natche Frano Huett A. Thomas D. Dennis G. Jackson M. Hall                                                                           | Sounwave DJ Dahi franO                                                | 3:22         |              |              |              |              |              |
| 8.           | We Cry Together (Taylour Paige-dzsel)                    | Duckworth Daniel Maman Pounds Tannenbaum Florence Welch G. Peacock                                                                                       | The Alchemist J.LBS [ b ] Bekon [ a ]                                 | 5:41         |              |              |              |              |              |
| 9.           | Purple Hearts (Summer Walkerrel és Ghostface Killah-vel) | Duckworth Summer Walker Dennis Coles Dew Anthony Dixon Spears Khalil Abdul-Rahman Pounds Schaffer Jo. Kosich Ja. Kosich                                  | Sounwave DJ Khalil J.LBS [ a ] Beach Noise [ a ]                      | 5:29         |              |              |              |              |              |
| 34:49        |                                                          | |                                                                       |              |              |              |              |              |              |

| Mr. Morale | Mr. Morale                                     | Mr. Morale | Mr. Morale                                             | Mr. Morale | Mr. Morale | Mr. Morale | Mr. Morale | Mr. Morale | Mr. Morale |
|            | Cím                                            | Szerző(k) | Producer(ek)                                           | Hossz      |            |            |            |            |            |
| ---------- | ---------------------------------------------- | --- | ------------------------------------------------------ | ---------- | ---------- | ---------- | ---------- | ---------- | ---------- |
| 1.         | Count Me Out                                   | Duckworth Dew Spears Natche Pounds | OKLAMA Sounwave DJ Dahi J.LBS Maxey [ a ]              | 4:43       |            |            |            |            |            |
| 2.         | Crown                                          | Duckworth Dew Timothy | Timothy                                                | 4:24       |            |            |            |            |            |
| 3.         | Silent Hill (Kodak Blackkel)                   | Duckworth Kapri Samuels Spears Sweet Schaeffer Jo. Kosich Ja. Kosich                                                                  | Boi-1da Sounwave Sweet Beach Noise [ a ]               | 3:40       |            |            |            |            |            |
| 4.         | Savior (Interlude)                             | Duckworth Carter Spears Pounds | OKLAMA Sounwave J.LBS                                  | 2:32       |            |            |            |            |            |
| 5.         | Savior (Baby Keemmel és Sam Dew-val)           | Duckworth Dew Tannenbaum Spears Ronald LaTour Pounds Mario Luciano Tobias Breuer Tommy Paxton-Beesley                                 | Cardo J.LBS Sounwave OKLAMA Luciano [ b ] Rascal [ b ] | 3:44       |            |            |            |            |            |
| 6.         | Auntie Diaries                                 | Duckworth Homer Steinweiss Daniel Krieger Tannenbaum Tyler Mehlenbacher Sergiu Gherman Craig Balmoris Schaeffer Jo. Kosich Ja. Kosich | Bekon The Donuts Balmoris Beach Noise [ a ]            | 4:41       |            |            |            |            |            |
| 7.         | Mr. Morale (Tanna Leone-nal)                   | Duckworth Dew Avante Santana Pharrell Williams                                                                                        | Williams                                               | 3:30       |            |            |            |            |            |
| 8.         | Mother I Sober (Beth Gibbons közreműködésével) | Duckworth Beth Gibbons Dew Bruner Spears Tannenbaum Pounds                                                                            | Sounwave Bekon J.LBS                                   | 6:46       |            |            |            |            |            |
| 9.         | Mirror                                         | Duckworth Krieger Stuart Johnson Spears Natche Tannenbaum Mehlenbacher Gherman Balmoris Maxey                                         | Sounwave DJ Dahi Bekon The Donuts Balmoris Maxey [ a ] | 4:16       |            |            |            |            |            |
| 38:16      |                                                | |                                                        |            |            |            |            |            |            |

1. 1 2 3 4 5 6 7 8 9 10 11  További producer
2. 1 2 3 4  Co-producer

További előadók:
- United in Grief, Father Time és We Cry Together: Whitney Alford, Lamar felesége
- Worldwide Steppers, Mirror és Rich (Interlude): Kodak Black
- Rich Spirit és Mr. Morale: Sam Dew
- Count Me Out: DJ Dahi
- Count Me Out, Savior (Interlude) és Mr. Morale: Eckhart Tolle
- Savior (Interlude): Baby Keem
- Auntie Diaries és Mirror: Bekon

Feldolgozott dalok:
- Worldwide Steppers: Break Through, szerezte: Vincent Crane és Pat Darnell, előadta: The Funkees; illetve Look Up Look Down, szerezte: Phillip Hunt, előadta: Soft Touch.
- Die Hard: Remember the Rain, szerezte: Marvin Smith, előadta: 21st Century.
- We Cry Together: June, szerezte: Florence Welch, előadta: Florence + The Machine.

## Közreműködő előadók
Zenészek
| - Amanda Reifer – vokál (4) - Anneston Pisayavong – kórus (10) - Baby Keem – dobok (4), vokál (13, 14) - Bekon – basszusgitár (5, 18), billentyűk (5, 15, 18), vonós hangszerek (15, 18), háttérvokál (15, 18), ütőhangszerek (18) - Beth Gibbons – közreműködő vokál (17) - Blxst – vokál (4) - Brenton Calvin Lockett – kórus (10) - Bryce Xavier – kórus (10) - Daniel Krieger – gitár (15, 18) - Danny McKinnon – gitár (10), basszusgitár (10) - Denise Stoudmire – kórusrendező (10) - DJ Dahi – programozás (5, 7, 18), basszusgitár (7), ütőhangszerek (7), dobok (10, 18), háttérvokál (10) - Duval Timothy – zongora (1, 5, 6, 11) - Eckhart Tolle – narráció (10, 13, 16) - Florence Welch – háttérvokál (8) - Frano – billentyűk (7), programozás (7) - Ghostface Killah – vokál (9) | - Grandmaster Vic – vonós hangszerek (4, 17) - Homer Steinweiss – dobok (15) - Kendrick Lamar – vokál (1-12, 14-18) - Kodak Black – narráció (3, 18), vokál (6, 12) - Immryr LoBasso Spencer – kórus (10) - Jaheen King Tombs – kórus (10) - J.LBS – basszusgitár (10) - Mike Larsen – programozás (16) - Paris Burton – kórus (10) - Sam Dew – háttérvokál (7), vokál (14) - Sampha – közreműködő vokál (5) - Sounwave – dobok (5, 7, 18), programozás (18) - Stuart Johnson – ütőhangszerek (18) - Summer Walker – vokál (9) - Sydney Bourne – kórus (10) - Tanna Leone – vokál (16) - Taylour Paige – vokál (8) - Thundercat – basszusgitár (4, 17) - Whitney Alford – narráció (1, 5, 8) |

Utómunka
| - Ray Charles Brown Jr. – hangmérnök (1, 3-9, 11-15, 17) - Jonathan Turner – hangmérnök (1, 3-7, 9, 11-13, 15, 17-18) - Matt Schaeffer (Beach Noise) – hangmérnök (1-5, 8-9, 12, 15, 17-18) - Johnny Kosich (Beach Noise) – hangmérnök (1, 4-5, 15) - James Hunt – hangmérnök (5, 14, 15) - Derek Garcia – hangmérnök (6, 8, 12) - Raymond J Scavo III – hangmérnök (9) - Andrew Boyd – hangmérnök (14), asszisztens hangmérnök (1-12, 15-17) - Chad Gordon – hangmérnök (15) - Matt Anthony – hangmérnök (15, 18) - Sedrick Moore II – asszisztens hangmérnök (1, 2, 5) - Wesley Seidman – asszisztens hangmérnök (4, 12, 18) - Brandon Wood – asszisztens hangmérnök (5, 8) - Kaushlesh Purohit – asszisztens hangmérnök (5) - Rob Bisel – asszisztens hangmérnök (5) - Tristan Bott – asszisztens hangmérnök (5, 8) - Erwing Olivares – asszisztens hangmérnök (6) - Logan Haynes – asszisztens hangmérnök (8) - Evan Fulcher – asszisztens hangmérnök (9) | - Johnny Morgan – asszisztens hangmérnök (11, 18) - Hannah Kacmarsky – asszisztens hangmérnök (15) - Thomas Warren – asszisztens hangmérnök (15) - Zach Acosta – asszisztens hangmérnök (15) - Manny Marroquin – keverés (1-7, 9-18) - Cyrus Taghipour – keverés (8) - Derek Ali – keverés (8) - Anthony Vilchis – keverési asszisztens (1-7, 9-18) - Trey Station – keverési asszisztens (1-7, 9-18) - Zach Pereyra – keverési asszisztens (1-7, 9-18) - Brandon Blatz – keverési asszisztens (8) - Curtis Bye – keverési asszisztens (8) - Michelle Mancini – maszterelés A&R - Brock Korsan (pgLang) – A&R - Kevin Rodriguez (pgLang) – A&R - Juanita Morton (pgLang) – A&R Coordinator |

## Slágerlisták
| Slágerlista (2022)                        | Legmagasabb pozíció |
| ----------------------------------------- | ------------------- |
| Ausztrál albumlista (ARIA)                | 1                   |
| Belga albumlista (Ultratop Flanders)      | 1                   |
| Belga albumlista (Ultratop Wallonia)      | 2                   |
| Brit albumlista (OCC)                     | 2                   |
| Brit R&B-albumlista (OCC)                 | 1                   |
| Cseh albumlista (ČNS IFPI)                | 4                   |
| Dán albumlista (Hitlisten)                | 1                   |
| Finn albumlista (Suomen virallinen lista) | 1                   |
| Holland albumlista (Album Top 100)        | 1                   |
| Ír albumlista (OCC)                       | 1                   |
| Japán Hot albumlista (Billboard Japan)    | 21                  |
| Kanadai albumlista (Billboard)            | 1                   |
| Litván albumlista (AGATA)                 | 1                   |
| Német albumlista (Offizielle Top 100)     | 8                   |
| Norvég albumlista (VG-lista)              | 1                   |
| Olasz albumlista (FIMI)                   | 6                   |
| Osztrák albumlista (Ö3 Austria)           | 2                   |
| Skót albumlista (OCC)                     | 2                   |
| Svájci albumlista (Schweizer Hitparade)   | 2                   |
| Svéd albumlista (Sverigetopplistan)       | 1                   |
| US Billboard 200                          | 1                   |
| US Top R&B/Hip-Hop Albums (Billboard)     | 1                   |
| Új-zélandi albumlista (RMNZ)              | 1                   |